# دروازه هادریان

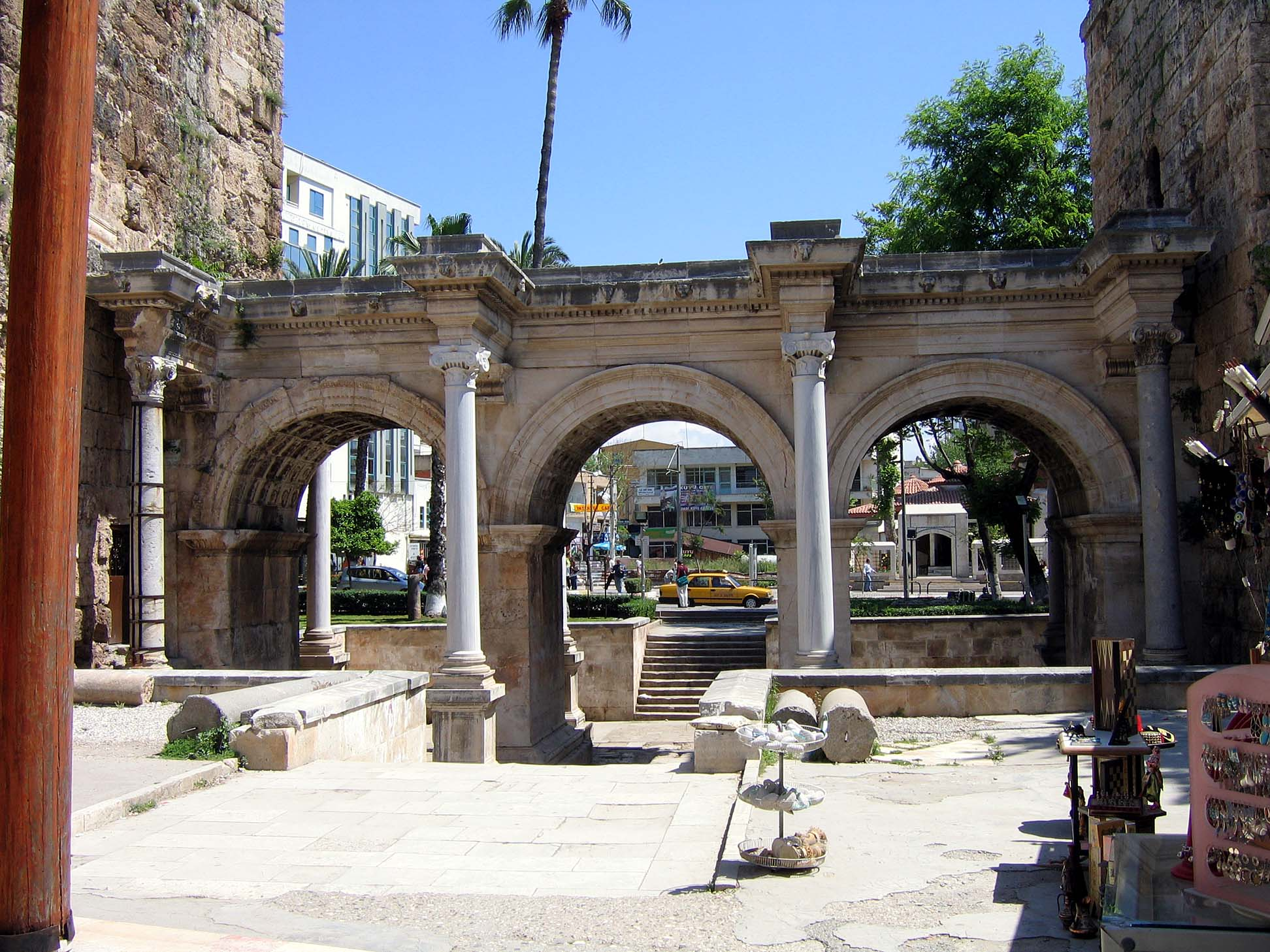
دروازهٔ هادریان در ترکیه

دروازهٔ هادریان (به ترکی استانبولی: Hadrian Kapısı) یا اوچ قاپیلار (به ترکی استانبولی: Üçkapılar) یکی از برجسته‌ترین و به‌عبارتی مهم‌ترین و زیباترین بنای تاریخی در شهر آنتالیای ترکیه است. این دروازه که بخشی از دیواری باستانی است که به گرداگرد شهر قدیمی کشیده شده بود از مرمر سفید و به‌صورت سه قوس با ستون‌هایی قُرنتی به افتخار سفر و بازدید هادریانوس، امپراتور وقت روم، از آن شهر در سال ۱۳۰ پس از میلاد ساخته شد.
این بنا که تنها دروازهٔ ورودی باقی‌مانده به شهر باستانی به‌شمار می‌رود در مجموع دارای ۸ ستون گرانیتی است که در دو طرف چهار پایه‌ٔ نگهدارندهٔ طاق‌های سه‌گانهٔ دروازه واقع شده‌اند. دو برج نیز در دو طرف دروازهٔ هادریان قرار دارند که برج سمت چپ از نظر تاریخی به دوران روم باستان تعلق دارد اما بخشی از برج سمت راست به‌نظر می‌رسد که در عصر امپراتوری بیزانس بازسازی شده باشد. همچنین احتمال داده می‌شود که سازهٔ اولیه دراصل دو طبقه بوده اما تنها بخش زیرین آن باقی‌مانده است.
دروازهٔ هادریان نمونه‌ای کلاسیک از طاق نصرت‌های رومی است و یکی از بناهای تاریخی در آنتالیاست که به بهترین نحو تاکنون حفظ شده‌است. همچنین این دروازه را به‌عنوان زیباترین دروازهٔ پامفیلیا در نظر گرفته‌اند.